# Leopold Kielanowski
Leopold Pobóg-Kielanowski (ur. 18 lutego 1907 we Lwowie, zm. 18 stycznia 1988 w Londynie) – doktor filozofii, polski aktor, reżyser teatralny, pisarz, dziennikarz i działacz emigracyjny.

## Życiorys
Syn Bolesława Kielanowskiego, lekarza, i Marii z domu Lityńskiej. Kształcił się w VIII Państwowym Gimnazjum im. Króla Kazimierza Wielkiego we Lwowie. Na losy Leopolda Kielanowskiego duży wpływ wywarł Kazimierz Brończyk, wychowawca i nauczyciel języków polskiego i francuskiego w tej szkole, który zainteresował go teatrem i literaturą i nakłonił na studia polonistyczne. Po zdaniu egzaminu maturalnego, w latach 1925–29 Leopold studiował polonistykę na Uniwersytecie Jana Kazimierza we Lwowie. Jednocześnie uczył się aktorstwa. W czerwcu 1927 zdał egzamin przed komisją Związku Artystów Scen Polskich (ZASP), 3 września 1927 debiutował na scenie Teatru Wielkiego we Lwowie w Księciu Niezłomnym rolą Don Henryka, u boku Juliusza Osterwy. Używał wówczas pseudonimu scenicznego Pobóg. Od 1929 pracował w Teatrze Wielkim. 22 czerwca 1932 uzyskał stopień naukowy doktora filozofii na podstawie rozprawy Wizja malarska w utworach dramatycznych Stanisława Wyspiańskiego, promotorem pracy był Juliusz Kleiner. W roku akademickim 1931/32 objął lektorat wymowy Uniwersytetu Jana Kazimierza, w jego ramach prowadził też Koło Artystyczne.
W latach 1931–33 sekretarz literacki w Teatrach Miejskich we Lwowie i redaktor Sceny Lwowskiej. Współpracował równolegle z Polskim Radiem Lwów, dla którego wraz z Marią Grzędzielską napisał słuchowiska Jako drzewiej miłowano i Majówkę filomatów.
21 czerwca 1933 w Państwowym Instytucie Sztuki Teatralnej w Warszawie zdał eksternistyczny egzamin reżyserski przed komisją pod kierownictwem Leona Schillera. Przedmiotem opracowania reżyserskiego było  Wyzwolenie. Uzyskał stypendium Narodowego Funduszu Kultury i od 27 października 1933 do 14 czerwca 1934 przebywał za granicą –  pięć miesięcy we Francji, prawie dwa miesiące we Włoszech, wreszcie w Austrii. W Paryżu napisał rozprawę Les lois psycho-physiologiques du style orale (pol. Prawa języka mówionego), był asystentem Gastona Baty.
Swoje życie zawodowe związał z teatrem – był aktorem, reżyserem teatralnym, uczył wymowy, pisał scenariusze teatralne i radiowe, redagował pisma teatralne. Od 1929 występował we Lwowie, Toruniu, w latach 1935–38 reżyserował w Teatrze Polskim w Katowicach, gdzie wystawił Wyzwolenie Stanisława Wyspiańskiego (1936), Księcia niezłomnego Juliusza Słowackiego według Calderóna de la Barca (1938).
Od 1 września 1938 dyrektor Teatru na Pohulance w Wilnie, funkcję sprawował również w okresie okupacji litewskiej miasta i po zajęciu Litwy przez Armię Czerwoną w czerwcu 1940 (wówczas jako p.o. dyrektora) do 18 września 1940. W Wilnie wyreżyserował 15 przedstawień, zagrał raz: Stanisława Augusta (inscenizacja Rejtana Kazimierza Brończyka 11 XI 1939). Do wybuchu wojny niemiecko-sowieckiej wyreżyserował dwie sztuki w Państwowym Polskim Teatrze Dramatycznym, w jaki przekształcono Teatr na Pohulance po aneksji Litwy przez ZSRR.
Po ataku Niemiec na ZSRR i niemieckiej okupacji Wilna przedostał się do Warszawy. Podczas okupacji niemieckiej związany z kierowaną przez Jerzego Brauna „Unią”, żołnierz Armii Krajowej. Pracował w kawiarni. Po aresztowaniu żony Walentyny Aleksandrowicz, zamordowanej w 1943 w KL Auschwitz, był zatrudniony jako bibliotekarz w Instytucie Rolniczym w Puławach. Podczas powstania warszawskiego zatrzymany w sierpniu na terenie nieobjętym powstaniem i wywieziony na roboty przymusowe do Niemiec. Od maja 1945 w Teatrze Dramatycznym II Korpusu Polskiego we Włoszech.
Od 1946 w Wielkiej Brytanii, gdzie był jednym z organizatorów polskiego życia teatralnego. W latach 1948–61 i 1965–78 dyrektor Teatru Polskiego ZASP i jego reżyser w Ognisku Polskim w Londynie. Wystawił m.in. Wesele (1948) i Wyzwolenie (1957) Wyspiańskiego, Tango (1965) i Ambasador (1982)  Sławomira Mrożka, Świecę na wietrze Aleksandra Sołżenicyna (1974), Przed sklepem jubilera Karola Wojtyły (prapremiera światowa 1979). W 1966 otrzymał nagrodę teatralną londyńskiego „Dziennika Polskiego”.
Od 1975 wykładał na Polskim Uniwersytecie na Obczyźnie historię kultury polskiej. W sierpniu 1977 został powołany przez Senat PUNO na stanowisko profesora zwyczajnego historii kultury i literatury polskiej na Wydziale Humanistycznym uczelni. Był wielokrotnie wybieranym prezesem Związku Artystów Scen Polskich za Granicą, w 1980 wybrany prezesem honorowym Związku. W latach 1952–1972 redaktor londyńskiego studia Rozgłośni Polskiej Radia Wolna Europa.
Odznaczony Medalem Wojska (dwukrotnie), Krzyżem Armii Krajowej, Krzyżem Oficerskim, Krzyżem Komandorskim Orderu Odrodzenia Polski (za zasługi dla teatru), złotą odznaką honorową Koła Lwowian w Londynie (1970).
Brat Jana Kielanowskiego (1910–1989) i Tadeusza Kielanowskiego (1905–1992).

## Publikacje
- Rycerskiej pieśni śladem : wizja sceniczna, część muzyczną zestawił Kazimierz Bończa-Tomaszewski, Katowice: Śląski Zw. Teatrów Ludowych 1938.
- Zarys dziejów teatru polskiego w ostatnim dziesięcioleciu, Londyn: Instytut Badania Zagadnień Krajowych 1956.
- (wstęp) Zygmunt Nowakowski, Wieczory pod dębem: gawędy historyczne, oprac. Lidia Ciołkoszowa, słowo wstępne Leopolda Kielanowskiego, Londyn: Gryf Publications 1966.
- O scenopisarstwie na uchodźstwie, Londyn 1976
- O teatrze polskim na emigracji, Londyn 1986
- Odyseja Władysława Warneńczyka, Londyn: Oficyna Poetów i Malarzy 1991.